# 淡黃新亮麗鯛
淡黃新亮麗鯛，為輻鰭魚綱鱸形目隆頭魚亞目慈鯛科的其中一種，分布於非洲馬拉威湖流域，體長可達6.1公分，棲息在中底層水域，可作為觀賞魚。

## 擴展閱讀
維基物種上的相關：淡黃新亮麗鯛